# Leimkasten

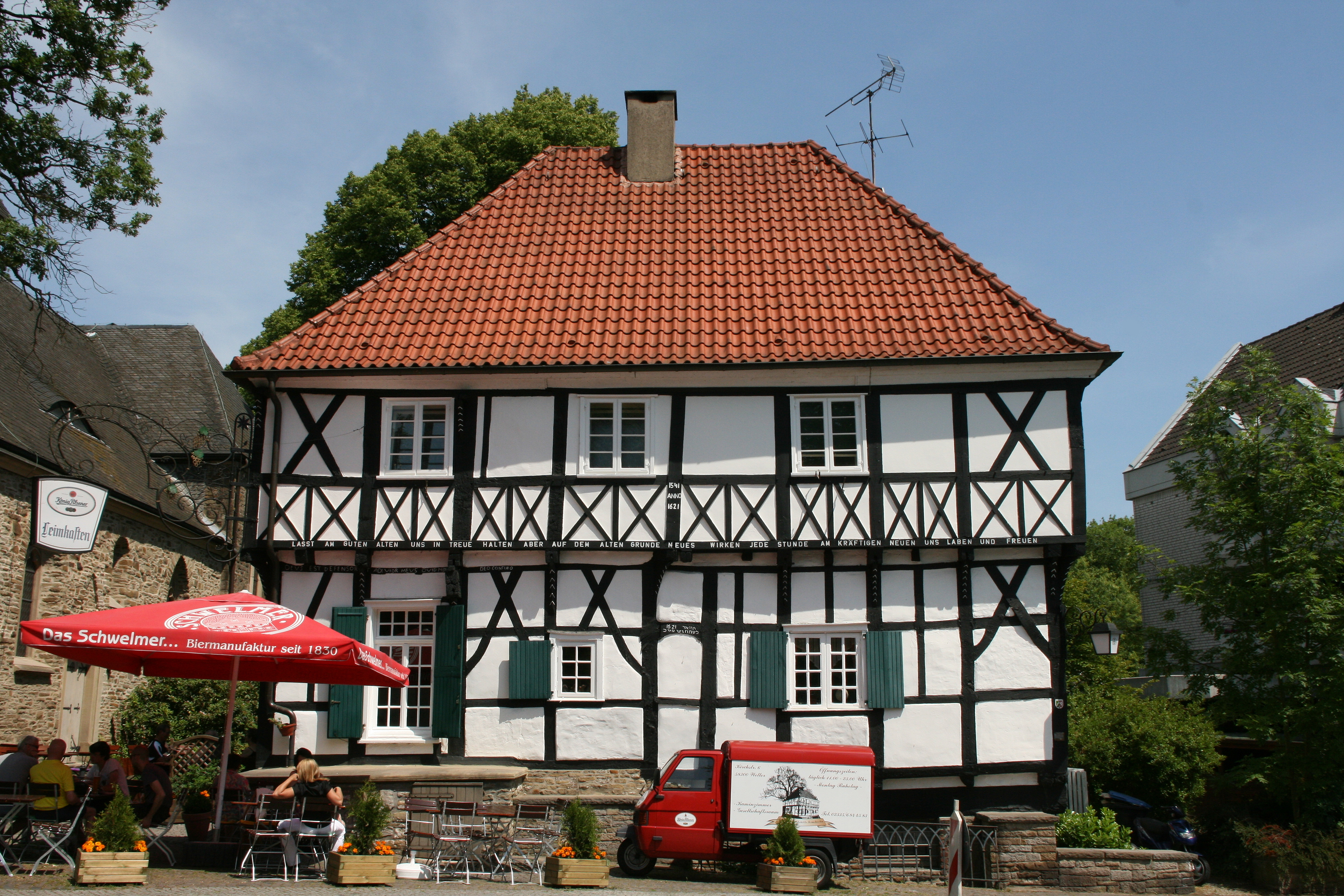
Der Leimkasten

Der sogenannte Leimkasten ist ein denkmalgeschütztes Fachwerkhaus in Wengern, einem Stadtteil von Wetter (Ruhr) in Nordrhein-Westfalen. Es liegt an der Elbsche im Ortskern direkt neben der Dorfkirche Wengern und wird seit dem 20. Jahrhundert als Gaststätte genutzt.

## Geschichte
Das ab 1541 errichtete Gebäude weist Inschriften in Deutsch, Hebräisch, Lateinisch und Griechisch auf.
Frontal ist die Inschrift zu lesen:
```
Lasst am guten Alten
uns in Treue halten
aber auf dem alten Grunde
Neues wirken jede Stunde
Am kräftigen Neuen
uns laben und freuen
1541 Anno 1621
```

Daher wird angenommen, dass es früher zur Dorfkirche gehörte. Den Namen Leimkasten erhielt das Haus von der dort tagenden Studentenvereinigung Leimkasten vor 1914.
Das zweitälteste Haus Wengerns wurde 1954 unter Denkmalschutz gestellt. Seit 1984 ist es als Baudenkmal Nr. 82 in der Denkmalliste von Wetter eingetragen.